# Cyathea parianensis
Cyathea parianensis är en ormbunkeart som först beskrevs av P. G. Windisch, och fick sitt nu gällande namn av David Bruce Lellinger. Cyathea parianensis ingår i släktet Cyathea och familjen Cyatheaceae. Inga underarter finns listade.